# Marinko Antunović
Marinko Antunović - Bosanac (1. veljače 1959. – 10. prosinca 2001.), junak Domovinskog rata, pukovnik HV-a i heroj Vukovara, Dubrovnika, Bljeska i Oluje, pokopan uz vojne počasti u Aleji hrvatskih branitelja na zagrebačkom Mirogoju, tik uz grobove Zvonimira Červenka i Gojka Šuška

## Životopis
Najstarije dijete u obitelji. Odrastao u Ljubačama uz mlađeg brata i dvije sestre. U Ljubačama završio osnovnu. Srednju i višu strojarsku pohađao je u Tuzli. Obvezni vojni rok odslužio u JRM i uvježban za pomorskoga diverzanta. Poslije vojske zaposlio se u Tuzli u profesionalnoj vatrogasnoj brigadi. Kad je počeo padati komunizam i popuštati totalitarna stega istočnom komunističkom Europom, ponesen duhom demokratizacije, a kao uvjereni Hrvat, sa skupinom istomišljenika na tuzlanskom korzu zapalio je jugoslavensku zastavu. Bilo je sigurno da će baš na 29. studenoga 1989. godine u BiH biti uhićen pa je osobnim automobilom pobjegao u Sloveniju. Iz Slovenije je pobjegao krijumčareći se teretnim vlakovima i stigao je u Hamburg. Zatražio je azil i bio je u azilantskom kampu na kontejnerskom brodu u Elba Strasse do lipnja 1991. godine. Nakon mučkog ubijanja hrvatskih policajaca u Borovu Selu, odlučio se vratiti. Na isti se način prokrijumčario natrag u Hrvatsku. Odlučio je otići u Vukovar. U Vukovaru je 26. lipnja. Gradsko zapovjedništvo uputilo ga je zapovjedniku 4. bojne 3. brigade, Stipi Radasu. Vježbao je na pustari Opatovac, a nakon zrakoplovnog napada JNA na tu vojarnu ZNG, preseliose u Vukovar u zgradu Gimnazije. Raspoređen je na najugroženiji dio obrane, na silos "Đergaj", stalnom metom napada. Isticao se ozbiljnojšću i umješnošću. Odbili su napade u nemogućim situacijama. Nakon pogibije suborca Vinka Budimira - Slona, ljutit je ispalio u jednom danu 68 tromblonskih mina od čega je deset dana oglušio, ali obranili su se. Nakon ove uspješne obrane raspoređen je na Borovskoj cesti kod restorana "Dunav", vlasništvo poginulog suborca.  Vrlo izvježbani vojnik, spretno je baratao gotovo svim što bi mu došlo pod ruku, rabivši naizmjence ručni bacač, tromblone, strojnice i protuzrakoplovne topove. Bio je teže ranjen na položaju "Koreja". Dr Juraj Njavro ga je osposobio i na svoju odgovornost napustio je Antunović bolnicu i vratio se na položaje. Šepajući se borio. Nekoliko dana prije pada Borova Naselja, sa skupinom branitelja probio se u Vinkovce. Teško ranjena prebacili su ga u KBC Rebro, gdje je zbog ozbiljnosti ozljede bila upitna noga. Dr Sosa mu je spasio nogu od amputacije. Nakon spašavanja noge, vratio se na ratište. Prošao je mnoga bojišta, pored ostalih kupreško. Umirovljen je prosinca 1994. godine kao pripadnik 5. brigade ZNG. Nakon mirne reintegracije hrvatskog Podunavlja Marko Babić, Marinko Antunović Bosanac, Anđelko Burilo Zec i Ante Deur prvi su postavili hrvatsku zastavu na vukovarski vodotoranj. 2001. godine pronađen je mrtav u svom stanu na zagrebačkim Srednjacima.
Pokopan je na Mirogoju.